# رود بوش
رود بوش (بالهولندية: Ruud Bosch)‏ هو لاعب كرة الريشة هولندي، ولد في 28 يوليو 1984 في بونينجن في هولندا.

## وصلات خارجية
- رود بوش على موقع BWF.tournamentsoftware.com (الإنجليزية)
- رود بوش على موقع BWFbadminton.com (الإنجليزية)